# Bardwell (Texas)
Bardwell város az USA Texas államában, Ellis megyében. Lakosainak száma 625 fő (2020. április 1.).

## Népesség
A település népességének változása:

| 2010 | 649 |
| 2020 | 625 |